# Nena Coronil
Nena Coronil (13 de septiembre de 1922-Caracas, 30 de julio de 2001) nacida María Enriqueta Coronil Ravelo fue una bailarina y maestra de ballet venezolana.

## Biografía
Inició sus estudios de ballet con Gally de Mamay, Basil Inston Dimitri y Steffy Stahl, quienes fueron precursores de la enseñanza de esta disciplina en Venezuela.
En 1948 Coronil funda la Escuela Nacional de Ballet en la ciudad de Caracas. Esta escuela fue el semillero de los primeros bailarines de ballet que hicieron carrera en el exterior.
La Escuela Nacional dio inicio en 1954 al proyecto Ballet Nena Coronil, que estuvo integrado por Vicente Nebrada, Graciela Henríquez, Irma Contreras, Lynne Golding y Henry Danton, como bailarines principales; y Belén Lobo, Maruja Leiva, Alfredo Pietri, Vicente Abad, Tulio de la Rosa, Domingo Renault y Carola Montiel como parte del cuerpo de baile. Ese mismo año el nuevo proyecto, Ballet Nena Coronil, inauguró con el ballet Las Sílfides (Fokine/Nebrada) la primera transmisión de una televisora privada en Venezuela.
Cuando fue creada, por el año 1955, la Academia Interamericana de Ballet dirigida por Margot Contreras, la mayoría de los integrantes del Ballet Nena Coronil se incorporaron a este proyecto dejando la compañía.
Murió en Caracas a los 79 años el 30 de julio de 2001.